# R.D. 36
Lo R.D. 36 è stata una nave dragamine della Regia Marina e poi del servizio navale della Guardia di Finanza, insignita della medaglia d'oro al valor militare nel corso della seconda guerra mondiale

## Storia
Costruita nel cantiere navale di Castellammare di Stabia, la Regia Nave R.D.36 fu varata nell'agosto 1919, ed entrò in servizio nella Regia Marina nel novembre dello stesso anno. Fu successivamente trasferito al servizio navale della Guardia di Finanza. Il 19 agosto 1939, con l'approssimarsi dello scoppio della seconda guerra mondiale, lo R.D 36 fu mobilitato e assegnato alla XI Squadriglia della VII Flottiglia dragamine, con sede a Porto Empedocle, in Sicilia.
Dopo l'entrata in guerra del Regno d'Italia, avvenuta il 10 giugno 1940, lo R.D. 36 effettuò 317 missioni di dragaggio esplorativo ed esecutivo, di ricerca, distruzione o recupero di mine alla deriva, e di trasporto uomini e materiali  da e per le Isole Egadi, percorrendo complessivamente 18.709 miglia per 2.766 ore di moto.
Alle 6:30 del 21 agosto 1941, durante una missione di sminamento a sciabica davanti a Pozzallo, insieme al dragamine ausiliario R.189 Santa Gilla, lo R.D. 36 venne attaccato e mitragliato da aerei alleati, riportando gravi danni; il suo comandante, il brigadiere della GdF Francesco Mazzei e due membri dell'equipaggio, i finanzieri Michele Esposito e Gennaro Russo, rimasero uccisi, ma la nave riuscì a rientrare in porto.
Il 4 settembre 1942, lo R.D. 36 venne assegnato alla XL Flottiglia dragamine e trasferito a Tripoli, Africa Settentrionale Italiana, dove svolse missioni di sminamento, pattugliamento antisommergibile, e di scorta fino alla caduta della città, nel gennaio 1943.
Alle 18:00 del 19 gennaio 1943, pochi giorni prima della caduta di Tripoli in mano agli Alleati, lo R.D. 36, al comando del maresciallo della GdF Aldo Oltramonti e avendo a bordo il comandante di flottiglia, tenente di vascello Giuseppe Di Bartolo, in sezione con i R.D. 31 e R.D. 39 (Capo squadriglia sottotenente di vascello di complemento Renato Landin) salpò dal porto insieme ad altri otto tra dragamine e piccole navi ausiliarie,  nel tentativo di raggiungerla Sicilia. Circa 20 miglia a est di Zuwarah, la flottiglia fu intercettata dai cacciatorpediniere britannici Kelvin e  Javelin, appartenenti alla Force K di base a Malta.
Lo R.D. 36, il cui unico armamento era un cannone da 76 mm e due mitragliatrici da 6,5 mm, si diresse a tutta forza verso i cacciatorpediniere e aprì il fuoco su di loro, nel tentativo di guadagnare tempo e favorire così la ritirata delle altre navi verso la costa. Sottoposto ad un pesante fuoco d'artiglieria lo R.D. 36 venne colpito più volte ed affondò portando con sé tutto l'equipaggio. Nelle ore successive il Kelvin e lo Javelin continuarono a dare la caccia e ad affondare tutte le altre navi della flottiglia. Alcuni superstiti poterono raggiungere la costa a nuoto mentre altri, recuperati in mare, vennero sbarcati a Sfax. 
Per la coraggiosa azione contro preponderanti forze nemiche lo R.D. 36 fu insignito della  medaglia d'oro al valor militare alla "bandiera". Il tenente di vascello Di Bartolo fu anche lui decorato, postumo, con la medaglia d'oro al valor militare.

### Annotazioni
1. ↑  Si trattava del dragamine R.D. 37 (appartenente alla Guardia di Finanza), dei dragamine ausiliari R.26 Angelo Musco (1939, 69 t), R.224 Cinzia (1941, 71 t), D.M. 12 Guglielmo Marconi (1914, 304 t); la vedetta V66 Astrea (1914, 136 t); la cisterna Q6 Irma (1908, 305 t) e il peschereccio d'alto mare F113 Scorfano (1924, 308 t) con a rimorchio la barca-pompa Santa Barbara (1930, 72 t).

### Fonti
1. ↑  Trento in Cina.
2. 1 2 3 4 5 6 7 8 9 10 11  Marina Difesa.
3. 1 2 3 4 5  Segreti della Storia.